# Christian Schlicke
Christian Schlicke (* 8. August 1937 in Oederan; † 5. Juli 2023 Berlin) war ein deutscher Kirchenmusiker und Organist. 

## Leben und Wirken
Schlicke besuchte in seinem Geburtsort die Grundschule und die Oberschule in Freiberg, wo er ab 1953 an der Silbermann-Orgel des Freiberger Doms Orgelunterricht erhielt. Im Jahr 1959 erwarb er den A-Abschluss als Kirchenmusiker. Es folgte eine Tätigkeit als Kantor und Organist an der Heilandskirche in Berlin-Tiergarten. Neben dieser Tätigkeit war er ab 1967 Lehrbeauftragter an der Berliner Hochschule für Musik, der späteren Universität der Künste. Nach 1969 war er Leiter des Staats- und Domchors Berlin und ab 1975 auch Leiter des Kirchenmusikalischen C-Seminars. Zum Kirchenmusikdirektor wurde er 1982 ernannt. Für Westberlin erfolgte zum 1. Januar 1985 eine Berufung zum Landeskirchenmusikdirektor. Er sorgte zusammen mit seinem Kollegen Landeskirchenmusikdirektor Gottfried Weigle (25. März 1934–21. September 1997) aus dem ehemaligen Ostteil der Evangelischen Kirche in Berlin-Brandenburg für eine konstruktive Zusammenführung der Systeme und leitete nach Weigles frühem Tod ab 1997 die Kirchenmusik der wiedervereinigten Landeskirche in alleiniger Verantwortung.
In der Kaiser-Wilhelm-Gedächtnis-Kirche war er Organist und Continuospieler des dort ansässigen Bach-Chores.
Weiter war sein Orgelspiel im Berliner Dom, der Marienkirche und bei christlichen Morgenandachten in der Kapelle des Deutschen Bundestages zu hören.  
Christian Schlicke starb 2023 im Alter von 85 Jahren in Berlin und hinterließ Ehefrau Annette, fünf Kinder und 15 Enkel.

## Einzelnachweis
Gunter Kennel: Mit Leib und Seele Kirchenmusiker in: die Kirche,  Evangelische Wochenzeitung für Berlin und Brandenburg und die Schlesische Oberlausitz, 30. Juli 2023 S. 14
| Personendaten    | Personendaten                         |
| ---------------- | ------------------------------------- |
| NAME             | Schlicke, Christian                   |
| KURZBESCHREIBUNG | deutscher Kirchenmusiker und Organist |
| GEBURTSDATUM     | 8. August 1937                        |
| GEBURTSORT       | Oederan                               |
| STERBEDATUM      | 5. Juli 2023                          |
| STERBEORT        | Berlin                                |